# Perisades II
Perisades II (en griego antiguo: Παιρισάδης B') fue un rey del Bósforo que reinó del 284 a aproximadamente el 245 a. C. A causa de la pérdida de los libros siguientes de la Biblioteca histórica de Diodoro Sículo, el reinado de este rey y de sus sucesores solo es conocido gracias a las inscripciones y a sus emisiones monetarias.

## Origen
Perisades II es tal vez el Perisades mencionado pro Diodoro Sículo «que era muy joven y escapó de la masacre perpetrada por su tío Eumelo,  huyó a caballo y se refugió en casa de Ágaro, rey de los escitas, o sino sería el hijo de su predecesor Espártoco III.

## Reinado
Después de la muerte de Espártoco III, el trono recayó en Perisades II hacia el 284 a. C. en circunstancias desconocidas. Lo ocup ba todavía en el 250 a. C., año durante la cual hizo una ofrenda de una copa a Delos. Perisades murió poco después, hacia el 245 a. C.,, porque a uno de sus hijos se lo conoce por una carta de asilo del santuario de Cos y la celebración de las Asclepeia en 242 a. C.
El 21 de diciembre de 254 a. C., son mencionados unos embajadores enviados a Egipto, a la corte del rey Ptolomeo II, por Zenón de Cauno, que fueron a visitar la región de Fayún.

## Descendencia
Se tiene conocimiento de dos hijos de Perisades:
- Espártoco IV, nombrado en una inscripción con el título de rey ;
- Leucón II, nombrado en otra inscripción donde no lleva el título de rey, y que es sin duda anterior a su advenimiento al trono.